# Ankunftsliteratur
Ankunftsliteratur ist ein Begriff zur Charakterisierung einer Reihe von Romanen und Erzählungen der DDR-Literatur, die seit ca. 1960 veröffentlicht wurden. Der Begriff wurde in Reaktion auf den großen Erfolg von Brigitte Reimanns Ankunft im Alltag (1961) geprägt. Die zu dieser Gruppe zählenden literarischen Werke wie Karl-Heinz Jakobs’ Beschreibung eines Sommers (1961), Christa Wolfs Der geteilte Himmel (1963) oder auch Reimanns Die Geschwister (1963) stehen in engem Zusammenhang mit dem „Bitterfelder Weg“.

## Bitterfelder Weg
Es handelt sich dabei um eine Doktrin, deren Konzept schon 1958 auf dem V. Parteitag der SED definiert wurde. Die DDR-Schriftsteller wurden aufgefordert, in die Betriebe zu gehen, um dort die Situation der Arbeiter kennenzulernen, was durchaus ihren Niederschlag in den Werken dieser Zeit fand (z. B. Christa Wolf: Der geteilte Himmel, 1963). Umgekehrt sollten außerdem die Arbeiter zur Literatur gebracht werden (Parole der Konferenz: „Greif zur Feder, Kumpel!“), was jedoch kaum verwirklicht wurde. Brigitte Reimann leitete im Kombinat Schwarze Pumpe einen solchen Zirkel schreibender Arbeiter. Die häufigste Form, in der die Arbeiter schrieben, waren die sogenannten Brigadetagebücher. Die SED-Führung verfolgte mit dem Konzept des Bitterfelder Weges volksbildende Absichten. Die Kluft zwischen den sozialen Gruppen sollte verringert werden.
Ebenso prägend für diese Zeit war das NÖSPL (Neues Ökonomisches System der Planung und Leitung). Es wurde hier eine Dezentralisierung beschlossen, die eine tendenzielle Kompetenzverlagerung vor Ort mit sich brachte. Dadurch kam es zu einer Aufwertung der Verantwortung für den ökonomischen Prozess sowie zur Aufwertung der Mittelschicht (besonders der Ingenieure und der Parteifunktionäre) wegen ihres Sachverstandes. Durch die Schule oder das Studium im Sozialismus wurden diese „linientreu“ geprägt und können so als „erste Bildungselite der DDR“ bezeichnet werden. In der Literatur sind die Hauptfiguren nun meist jüngere der „Intelligenz“ entstammende Menschen, die sich sowohl im Beruf als auch im Privaten bewähren müssen, z. B. auch bei Christa Wolfs Der geteilte Himmel. In diesem Werk tritt neben der Ost-West-Teilung als weitere Tendenz das Auftreten weiblicher Hauptfiguren zu Tage.
Mit der Ankunftsliteratur ist in der DDR-Literaturgeschichte ein wesentlicher Einschnitt verbunden, weil die betreffenden Werke mehr Leser fanden und auch in der Bundesrepublik wohlwollende Aufmerksamkeit erregten.

## Ankunftsroman
Der Ankunftsroman ist ein Kurzroman und damit zugleich der prototypische Vertreter der Ankunftsliteratur. Literaturgeschichtlich folgt sie auf die Aufbauliteratur, die die DDR-Literatur in den 1950er Jahren beherrschte. Zwei entscheidende Neuerungen des Ankunftsromans sind: 1. Seine Protagonisten sind jung, nicht parteigebunden und meist bürgerlicher Herkunft (im marxistischen Sinne). 2. Die Antagonisten sind keine außenstehenden (vom Westen gedungene) Saboteure wie in den Aufbauromanen, sondern meist ältere Parteikader, die aus persönlichem Ehrgeiz handeln und damit (gemäß den Normverhältnissen der Ankunftsromane) die eigentlichen Werte der Partei, die zugleich moralische Werte sind, verraten. Die Ankunftsromane zeichnen sich daher oftmals durch einen nicht-trivialen Konflikt zwischen parteilichen und moralischen Normen aus. Nicht nur müssen ihre typischen Helden erst lernen, sich umzustellen, das heißt, Glauben an den Sozialismus zu entwickeln, ein politisches Bewusstsein zu haben und sich in die DDR-Gesellschaft einzugliedern; sondern auch die Repräsentanten der Partei müssen ihr Verhalten in Frage stellen und anpassen. "Ankunftsroman" war offensichtlich ein literaturpolitisch passender Begriff, weil die in diesen Kurzromanen erzählten Geschichten von der politisch erwünschten Integration junger bürgerlicher Figuren handeln und damit von der "Ankunft" des neuen, sozialistischen Menschen. Diese Gattung wird ab Mitte der 1960er Jahre von der Literatur der Planer und Leiter abgelöst, deren Protagonisten verstärkt auf der Führungsebene zu finden sind.
Die genannten Gattungsbegriffe sind nicht immer trennscharf, zumal es Werke gibt, die sich nicht in den jeweiligen zeitlichen oder typologischen Rahmen fügen wollen. Erwin Strittmatters oft dazu gezählter Roman Ole Bienkopp (1963) z. B. entspricht, bis auf den starken Normenkonflikt, typologisch eher dem Aufbauroman.